# Vera Cruz (Rio Grande do Sul)
Vera Cruz è un comune del Brasile nello Stato del Rio Grande do Sul, parte della mesoregione Centro Oriental Rio-Grandense e della microregione di Santa Cruz do Sul.